# Bahnhof Kōwa
Der Bahnhof Kōwa (jap. 河和駅, Kōwa-eki) ist ein Bahnhof auf der japanischen Insel Honshū. Er wird von der Bahngesellschaft Meitetsu (Nagoya Tetsudō) betrieben und befindet sich in der Präfektur Aichi auf dem Gebiet der Stadt Mihama, südlich von Nagoya.

## Verbindungen
Kōwa ist ein Kopfbahnhof am südlichen Ende der Meitetsu Kōwa-Linie nach Ōtagawa. Sie erschließt den südöstlichen Teil der Chita-Halbinsel und wird von der Bahngesellschaft Meitetsu betrieben. Der Fahrplan ist in jenen der Meitetsu Tokoname-Linie und der Meitetsu Nagoya-Hauptlinie integriert, so dass es jede Stunde vier umsteigefreie Verbindungen in Richtung Nagoya gibt. Diese sind auf zwei verschiedene Eilzüge aufgeteilt (jeweils im Halbstundentakt). Die Limited Express verkehren über Chita Handa, Ōtagawa und Jingū-mae nach Meitetsu Nagoya (während der Hauptverkehrszeit) weiter nach Saya. Hinzu kommen die Express-Eilzüge, die bis Sumiyoshichō an allen Bahnhöfen halten und anschließend über Meitetsu Nagoya hinaus nach Shin-Unuma verkehren. An den Bushaltestellen vor dem Bahnhof halten drei Buslinien, die verschiedene Teile des Stadtgebiets erschließen. Etwa 250 Meter weiter östlich befindet sich ein Schiffsanleger, von dem aus Fähren über die Mikawa-Bucht zur Himaka-jima verkehren.

## Anlage
Der Bahnhof steht an der Grenze zwischen den Stadtteilen Kitagata im Norden und Kōwa im Süden, einer touristisch geprägten Gegend unweit der Mündung des Flusses Shine-gawa in die Mikawa-Bucht. Die Anlage ist von Nordwesten nach Südosten ausgerichtet und umfasst vier Stumpfgleise, die an zwei teilweise überdachten Mittelbahnsteigen liegen. Verbunden sind diese am Kopfende durch einen Querbahnsteig im Empfangsgebäude. Das barrierefrei gestaltete Gebäude enthält neben den üblichen Reisedienstleistungen auch eine Filiale der zur Meitetsu Group gehörenden Supermarktkette Palais Marché. Das Dach des Empfangsgebäudes wird als Parkplatz genutzt. Am nordwestlichen Ende der Anlage besteht ein zusätzliches Abstellgleis, das aber nur vom Bahnhof her zugänglich ist. 
Im Fiskaljahr 2019 nutzten durchschnittlich 2055 Fahrgäste täglich den Bahnhof.

## Bilder

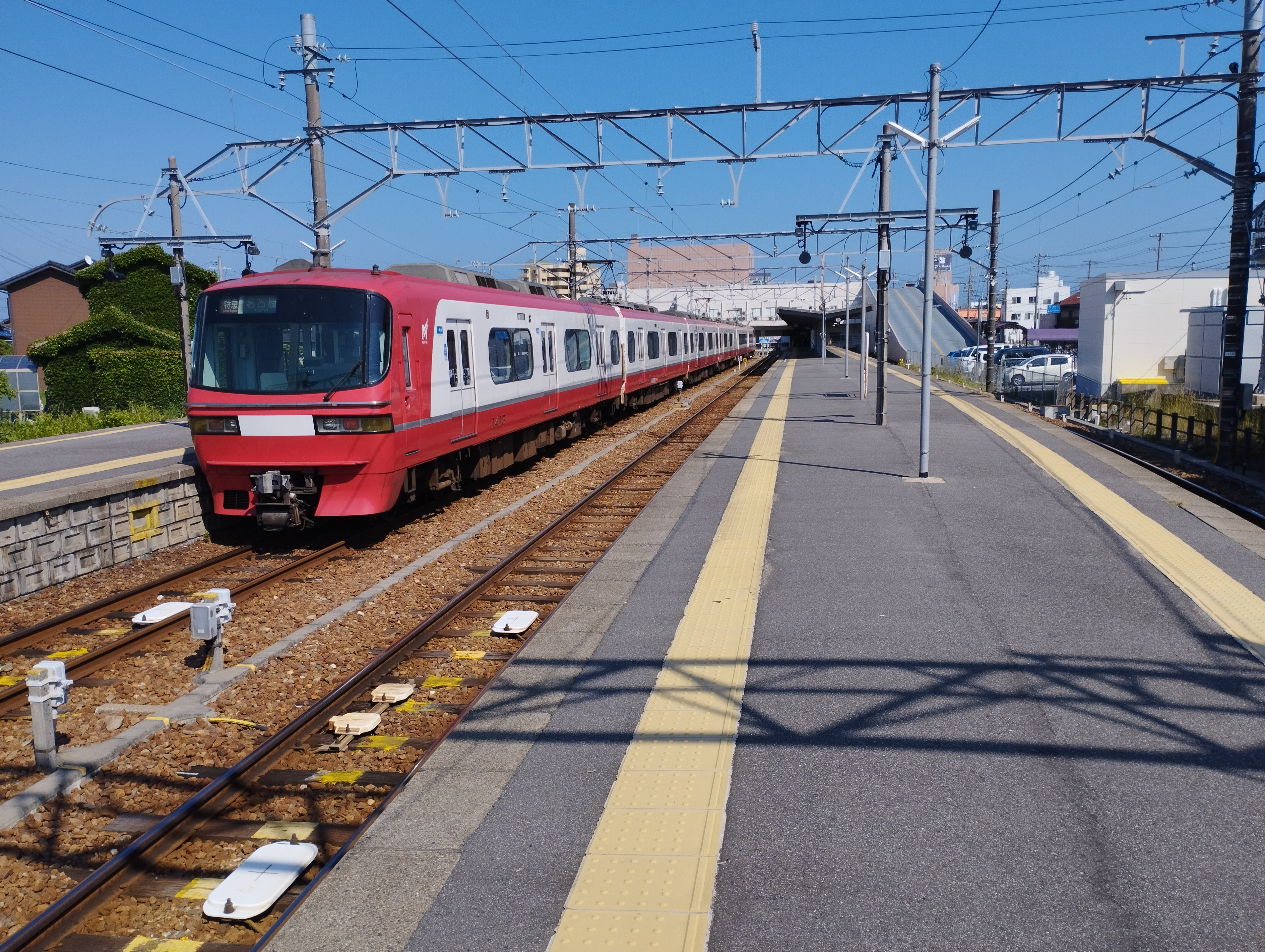
Ansicht der Bahnsteige
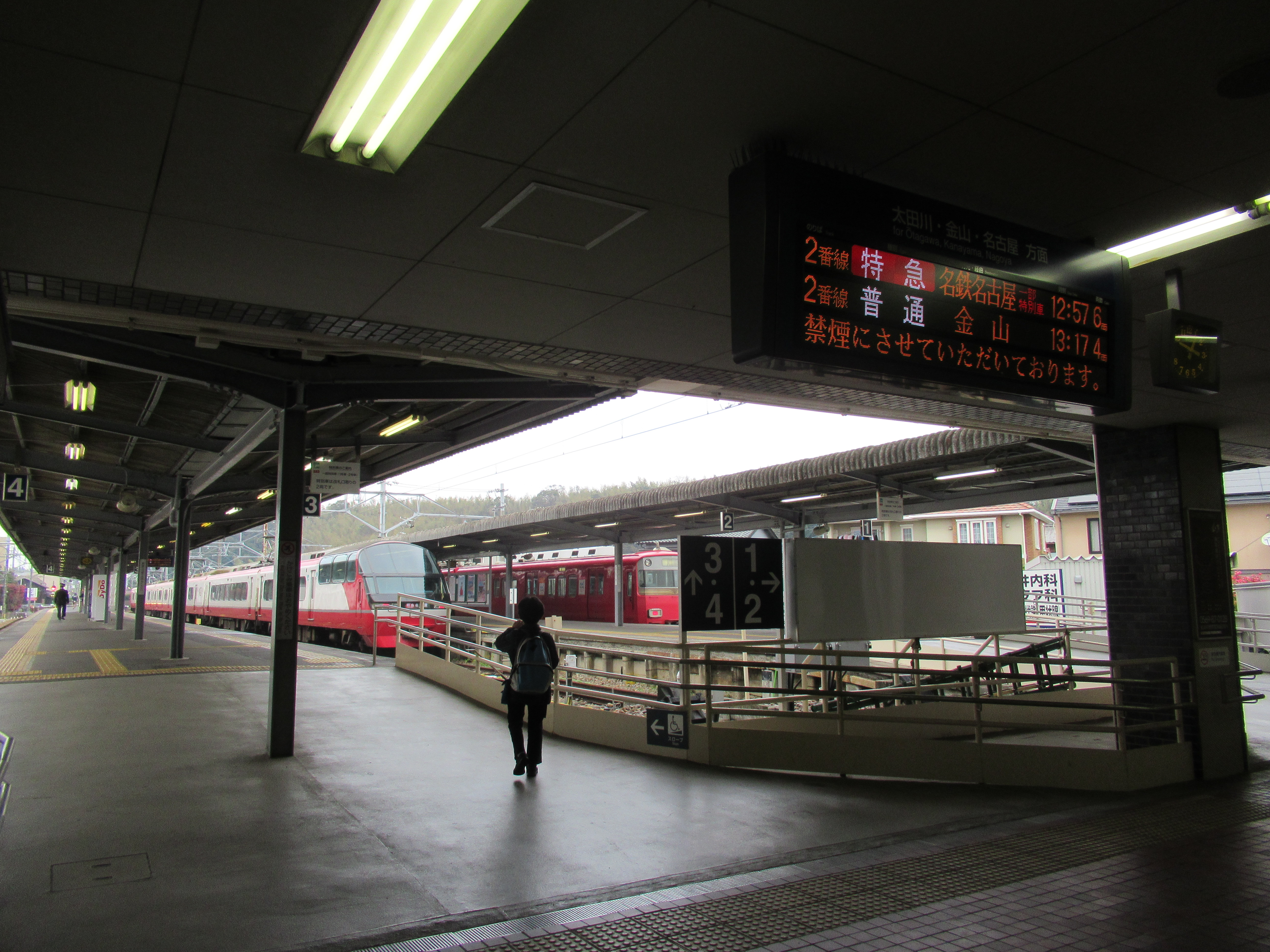
Ansicht vom Querbahnsteig her
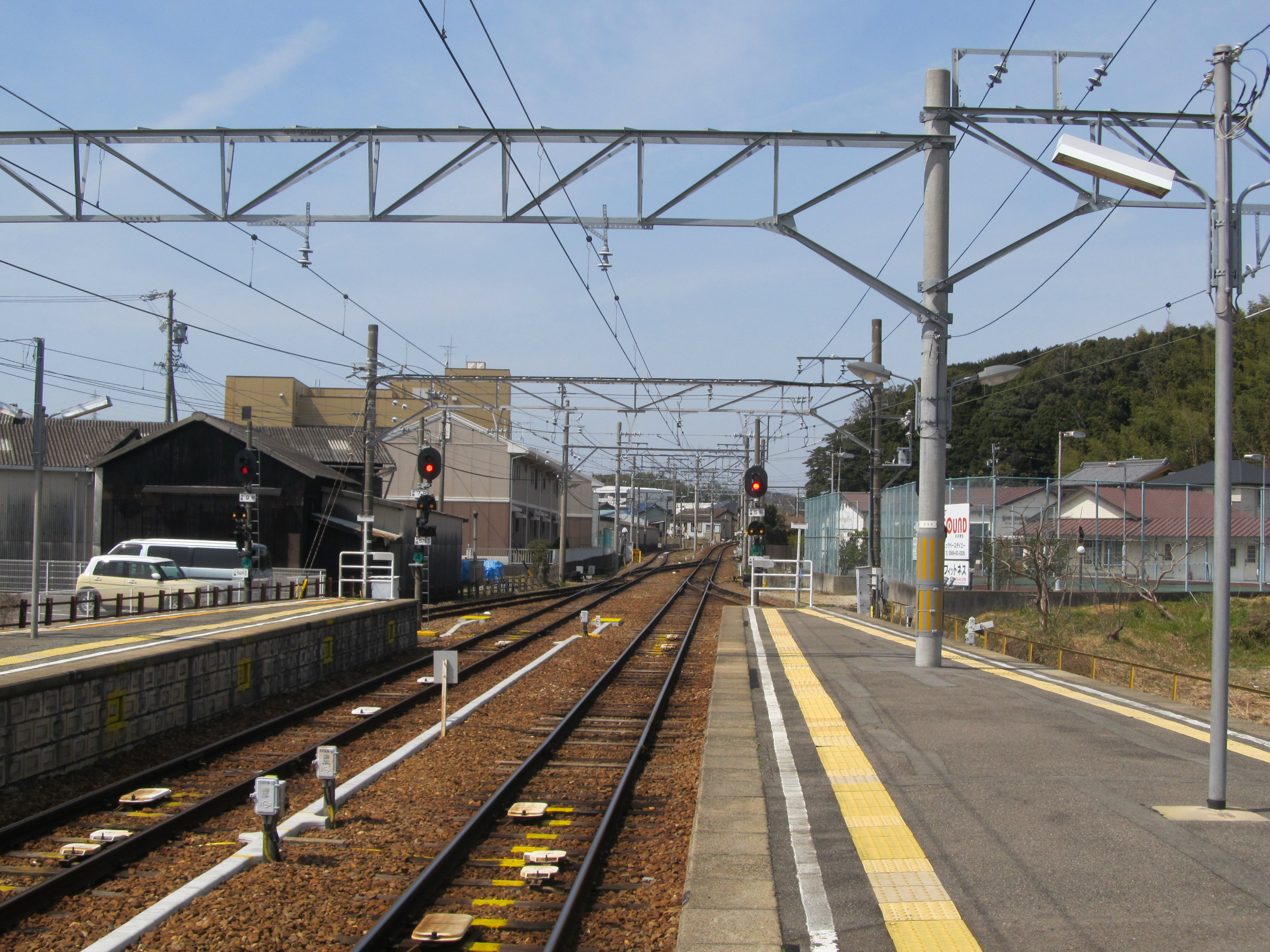
Blick in Richtung Nordwesten
Gleisplan Kōwaguchi (links) und Kōwa (rechts)
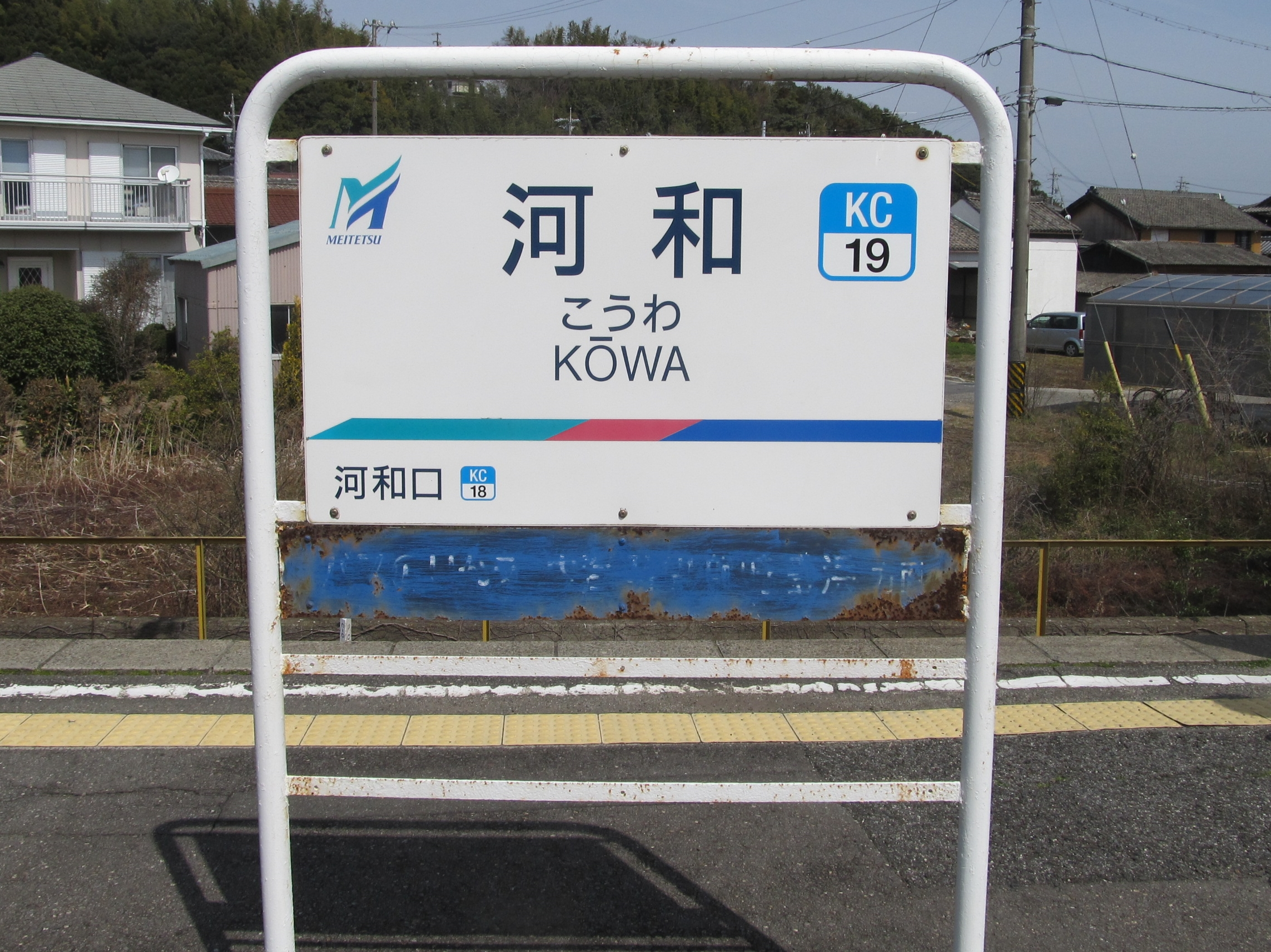
Bahnhofsschild

## Gleise
| 1–4 | ▉ Meitetsu Kōwa-Linie | Fuki • Chita Handa • Ōtagawa • Jingū-mae • Meitetsu Nagoya |

## Linien
| Verlauf der Meitetsu Kōwa-Linie |
| --- |
| Ōtagawa • Takayokosuka • Kagiya-Nakanoike • Minami-Kagiya • Yawata-shinden • Tatsumigaoka • Shirasawa • Sakabe • Agui • Uedai • Handaguchi • Sumiyoshichō • Chita Handa • Narawa • Aoyama • Age • Chita-Taketoyo • Fuki • Kōwaguchi • Kōwa |

## Geschichte
Nachdem die Chita Tetsudō 1932 die damals so benannte Chita-Linie bis nach Kōwaguchi verlängert hatte, strebte sie danach, diese bis nach Kōwa zu verlängern. Aufgrund wirtschaftlicher Schwierigkeiten verzögerten sich jedoch die Bauarbeiten am drei Kilometer langen Abschnitt. Schließlich ging dieser am 1. August 1935 in Betrieb. Zwar war die Strecke südlich von Kōwaguchi lediglich eingleisig errichtet worden, doch der Endbahnhof Kōwa erhielt aufgrund der großen touristischen Bedeutung vier Gleise. Im Auftrag der Chita Tetsudō führte die Bahngesellschaft Meitetsu von Anfang an den Bahnverkehr durch, bis die Chita Tetsudō schließlich 1943 in dieser aufging. 1970 stellte die Meitetsu den Güterumschlag ein. Das ursprüngliche Empfangsgebäude wich einige Jahre später dem heute noch bestehenden Neubau, der am 7. April 1979 mitsamt Supermarkt eröffnet wurde.